# Gustav Pallas
Gustav Pallas (21. července 1888, Víska u Hořovic, dnes součást Hořovic – 12. dubna 1964, Praha) byl český literární historik a kritik, překladatel ze severských jazyků,středoškolský profesor a nakladatelský redaktor.

## Život
Byl synem knížecího zahradníka. Obecnou školu začal navštěvovat v Berényi u Velké Kanyže (Nagykanizsa) v Uhrách, kde dočasně jeho otec pracoval, čtvrtou a pátou třídu již ale vychodil v Chrudimi. Od roku 1893 studoval na gymnáziu v Hradci Králové, a po maturitě v letech 1901 až 1905 slavistiku, germanistiku a literární komparatistiku na Filozofické fakultě Univerzity Karlovy v Praze, kde také získal roku 1908 doktorát.
Od roku 1905 působil jako středoškolský profesor češtiny a němčiny na gymnáziu na Královských Vinohradech, v letech 1906 až 1907 v Místku a v letech 1907 až 1909 v Benešově. Pak působil do roku 1919 na reálce v pražských Vršovicích a potom až do předčasného penzionování za okupace na dívčím gymnáziu Elišky Krásnohorské v Praze na Novém Městě.
Při zaměstnání se věnoval literárněhistorické, kritické a překladatelské práci. O původní domácí i přeložené cizí literatuře pravidelně psal do různých časopisů a novin jako byl například Přehled (v letech 1912-1913), Zlatá Praha (1915-1919), kulturní rubrika  Venkova (1916). V letech 1917-1929 byl redaktorem časopisu Zlatá Praha a od roku 1928 patřil k stálým spolupracovníkům Lidových novin, kam takřka výhradně přispíval články o severských literaturách. Redakčně spolupracoval také s Ottovým nakladatelstvím a s nakladatelstvím Sfinx. Vykonal četné cesty do zahraničí, především do zemí svých literárních zájmů: do Dánska, Finska, Norska, Švédska a na Island.
Jeho odborná práce literárního historika a kritika byla přednostně zaměřena na popularizační činnost, a to jak v oblasti české literatury, tak v oblasti severských literatur, k jejichž propagátorům ve své době patřil. Své překlady, které pořizoval zásadně z originálů, stavěl na své odborné erudici, na citu pro autorskou jedinečnost a na její adekvátní vyjádření v češtině. K jeho nejvýznamnějším převodům patří kompletní soubor pohádek a povídek Hanse Christiana Andersena.. Překládal rovněž z němčiny a angličtiny. Pedagogické povolání jej vedlo i k tomu, že napsal několik literárních příruček a čítanek pro střední školy.

## Výběrová bibliografie

### Překlady ze švédštiny
- 1911 - Viktor Rydberg: Štědrovečerní dobrodružství malého Vigga.
- 1916 - Oscar Levertin: Rokokové novely.
- 1918 - Gustaf af Geijerstam: Moji hoši

### Překlady z norštiny
- 1912 - Knut Hamsun: Pan.
- 1915 - Knut Hamsun: Královna ze Sáby, spolupřekladatel.
- 1917 - Henrik Ibsen: Císař a Galilejský.
- 1918 - Knut Hamsun: Poslední radost.
- 1929 - Henrik Ibsen: Nápadnicí trůnu, úprava překladu Jaroslava Vrchlického podle norského originálu.

### Překlady z němčiny
- 1913: Karl Rössler: Pět frankfurtských.

### Překlady z dánštiny
- 1914 - Johannes Vilhelm Jensen: Exotické novely .
- 1914 - Hans Christian Andersen: Úplný soubor jeho pohádek a povídek I.
- 1914 - Hans Christian Andersen: Úplný soubor jeho pohádek a povídek II.
- 1915 - Hans Christian Andersen: Úplný soubor jeho pohádek a povídek III.
- 1916 - Hans Christian Andersen:  Úplný soubor jeho pohádek a povídek IV.

### Překlady z angličtiny
- 1916 - Elinor Glynová: Jeho chvíle.

### Uspořádané antologie
- Mistři novelistiky severské (1920), antologie.
- Světem humoru: anthologie z humoru cizího i domácího (1921), čtyři svazky.
- Nová legenda zlatá: obrazová antologie z legendární tvorby prostonárodní a umělé, domácí i cizí (1927), spolueditor.
- Čarovná skřínka kouzelníka Merlína a jiné pohádky (1933), převyprávěmé pohádky.
- Severské pohádky (1957), antologie převyprávěných pohádek.

### Vlastní práce
- Slovníček cizích slov v češtině (1916).
- Dějiny literatury české pro školy obchodní (1919).
- Populární dějiny literatury české a slovenské (1919).
- Slovníček literární (1923).
- Obrazové dějiny literatury české (1926), společně s Vojtěchem Zelinkou..
- Henrik Ibsen. Studie životopisná a kritická (1927).
- August Strindberg a naturalismus švédský (1933).
- Selma Lagerlöfová a novoidealismus ve Švédsku (1933).
- Knut Hamsun a soudobá norská beletrie (1933).
- Severské literatury nové doby (1939).
- Idey života. Essaye o životním optimismu i skepsi (1940).
- Hvězdy severu. Kapitoly z kulturních dějin severských (1948).